# Ferdl Wallner
Ferdinand „Ferdl“ Wallner (* 7. Juli 1930 in Bischofshofen) ist ein ehemaliger österreichischer Skispringer und Skisprungfunktionär.

## Werdegang
Wallner begann seine Sportlerlaufbahn bereits in früher Kindheit, als er 1949 als alpiner Skirennläufer zum SC Bischofshofen kam.
1957 schaffte er den Sprung in den Nationalkader und gab mit dem Start bei der Vierschanzentournee 1957/58 sein internationales Debüt. Jedoch bestritt er dabei nur das Springen in Bischofshofen auf der Paul-Außerleitner-Schanze. Nach Rang 46 dort belegte er in der Gesamtwertung den 61. Platz. Im folgenden Jahr bestritt er bei der Vierschanzentournee 1958/59 erstmals alle vier Springen. Dabei gelang ihm in Garmisch-Partenkirchen und Bischofshofen der Sprung unter die besten 30. In der Gesamtwertung erreichte er damit Rang 25. Noch besser verlief für ihn die Vierschanzentournee 1959/60, bei der er mit dem 18. Platz auf seiner Heimatschanze in Bischofshofen erstmals eine Top-20-Platzierung erreichte. Nachdem er zuvor dreimal unter die besten 30 sprang, erreichte er 20. Platz in der Gesamtwertung sein bestes Gesamtresultat. Im Folgejahr sprang er bei der Vierschanzentournee 1960/61 auf der Bergiselschanze in Innsbruck auf den 16. Platz und erreichte damit sein bestes Einzelresultat. Der Wallner aber in den weiteren Springen nur schwach sprang, beendete er die Tournee als 37. der Gesamtwertung.
Bei seiner fünften und letzten Vierschanzentournee 1961/62 landete er nach einem 67. Platz in Bischofshofen in der Gesamtwertung nur auf dem 85. und damit vorletzten Platz.
Nach dem Ende seiner Karriere 1964 schlug Wallner eine Trainerlaufbahn ein und übernahm 1965 einen Trainerposten beim Salzburger Landesskiverband. Zur Saison 1968/69 wechselte er zum Österreichischen Skiverband und wurde dort Schülertrainer. Nachdem er bis 1973 diese Position ausübte stieg er mit seinen Nachwuchsspringern, zu denen auch Toni Innauer, Karl Schnabl, Alfred Groyer und Alois Lipburger gehörten, in den Jugendkader auf. Dabei übernahm er einen der Trainerposten unter Cheftrainer Max Golser. 1974 legte er die staatliche Trainerprüfung ab. Später wurde er B-Trainer und übernahm von 1984 bis 1988 unter dem Cheftrainer Paul Ganzenhuber den Co-Trainerposten bei der österreichischen Nationalmannschaft. Nach den Olympischen Winterspielen 1988 in Calgary legte er seine Ämter beim ÖSV nieder. Insgesamt war er als Trainer und Betreuer bei zwei Olympischen Spielen, neun Weltmeisterschaften, vier Europameisterschaften sowie bei vielen nationalen und internationalen Wettkämpfen tätig.
Von 1988 bis 2002 war er Skisprungtrainer beim SC Bischofshofen. Zudem war Wallner von 1993 bis 1995 als Landescupkoordinator beim Salzburger Landesskiverband aktiv. Von 1996 bis 2002 hatte er die Position des Sportwarts Nordisch beim SC Bischofshofen inne.
1999 bis 2009 betreute Wallner als Koordinator die Internationale Kindervierschanzentournee, zu der er die Idee beisteuerte und die er gemeinsam mit Bernhard Zauner vom UVB Hinzenbach ins Leben rief.

## Erfolge

### Vierschanzentournee-Platzierungen
| Saison  | Platz | Punkte |
| ------- | ----- | ------ |
| 1957/58 | 61.   | 189,8  |
| 1958/59 | 25.   | 740,0  |
| 1959/60 | 20.   | 773,0  |
| 1960/61 | 37.   | 748,0  |
| 1961/62 | 85.   | 164,9  |